# 山漬け
山漬け（やまづけ）、山漬（やまづけ）は、日本の鮭加工食品。塩鮭の一種であるが熟成に日数をかける点が異なる。

## 概要
鮭を山のように積み上げて、積まれた鮭の上下を入れ替えながら数日かけて塩漬けにする北海道の伝統的な製法である。鮭の保存性を高めると共に、鮭の旨みを引き出す効果があるとされる。

### 製法
鮭のエラや内臓などを取り、多量の塩を鮭に散布し、莚（）で覆って、10層から20層に山形に積み上げ、上に重石を乗せて加圧塩漬けしたもの。山形に積み上げることから「山漬け」と呼ばれる。漬け時間の長短によって用いる塩の量を加減し、身のしまり具合の良さや、旨みの熟成加減を調整する。
鮭をひっくり返して積み直す「手返し」という工程も必要であり、労力がかかり過ぎることから大量生産には向かない。このため山漬けは広く流通しておらず、地元の漁民や一部の食通たちの間でしか話題にならなかった。
北海道えりも町では1週間ほど塩漬けして熟成させた後に天日干しをしたものが、年末年始の贈り物として人気が高く、札幌市や東京のデパートなどで販売されている。

## 新巻鮭との違い
よく知られる塩蔵の鮭に新巻鮭があるが、山漬けの方が完成するまでに時間と手間を必要とする。
山漬けは上記のように「山のように積み上げること」が肝要であり、鮭自身の重さと重石とで、鮭の水分がしっかり抜ける。水分が抜けて熟成された鮭の重量は、漬け込む前と比べて、6割程度、4キログラムの鮭の場合は約2.5キログラム程度にまで減る。重量が減ることで、旨味は凝縮されることになる。

## 歴史
江戸期になって瀬戸内海沿岸で入浜式塩田による製塩が確立されると塩の大量生産が始まった。こうして作られた塩は、北前船によって択捉島に持ち込まれ、択捉島で水揚げされた紅鮭を「塩引」とよばれる塩蔵法で加工していた。「塩引」は鮭に特有の塩蔵法であり、鮭を積み上げて、塩のみで脱水と発酵熟成を行う製法で、現在の山漬けの原形とされる。
昭和期になると千島列島やカムチャッカ半島沖合いで 流網（）漁法によって鮭を漁獲し、船内で鮭の腹をさばいたあとに山漬け処理をして熟成するようになった。こうやって作られたものを「本漬紅鮭」または「本チャン紅鮭」と呼んだ。しかしながら2016年に流網漁は禁止となったため、本漬紅鮭の生産は見通しが立たなくなった。
2020年6月19日、根室管内の1市3町（標津町、根室市、別海町、羅臼町）で共同申請されたストーリー「『鮭の聖地の物語』～根室海峡1万年の道程～」が日本遺産に認定され、「山漬けの製法」もストーリーの構成文化財の1つとなっている。

## 文化の中の山漬け
司馬遼太郎の長編小説『菜の花の沖』は江戸時代後期の廻船商人・高田屋嘉兵衛を主人公とした歴史小説であり、山漬けを作る描写がある。